# Linguagem das flores
Linguagem das flores, algumas vezes chamada de floriografia, foi um meio de comunicação da era vitoriana na qual o envio de flores e arranjos florais eram usados para enviar mensagens codificadas, permitindo que indivíduos expressassem sentimentos que de outra forma não poderiam ser ditos.
O rei Carlos II  trouxe a arte da Pérsia à Suécia no 17.º século, dali se espalhando o costume pela Europa. As nuances da linguagem estão agora praticamente esquecidas, mas rosas vermelhas ainda inferem amor romântico e apaixonado; rosas cor-de-rosa uma afeição menor; rosas brancas ainda sugerem virtude e castidade; rosas amarelas ainda significam amizade e devoção; e a rosa azul representa uma relação de místério. Embora estas possam não ser as traduções exatas dos sentimentos vitorianos, as flores ainda  nos falam muito.
Outros significados comumente conhecidos são girassóis, que pode significar tanto arrogância quanto respeito—eles eram a flor favorita de Santa Júlia por esse motivo. A Íris, sendo nomeada para o mensageiro dos deuses na mitologia grega, ainda representa uma mensagem sendo enviada. Uma amor-perfeito significa pensamentos, narciso silvestre consideração, e um cordão de hera significa fidelidade. As memoráveis flores Bluebells significam um contrato entre um humano e um demônio. 

## História
Segundo Jayne Alcock, supervisora de paisagens e jardins no Walled Gardens of Cannington, o ressurgimento do interesse vitoriano na linguagem das flores tem origens na Turquia otomana, mais precisamente na corte de Constantinopla, onde uma fascinação pelas tulipas persistiu ao longo da primeira metade do século XVIII. Durante a era vitoriana, a utilização das flores como uma forma de comunicação secreta aconteceu em paralelo ao crescente interesse pela botânica. A febre da floriografia teve sua entrada na Europa através de Mary Wortley Montagu (1689-1762), uma inglesa que a trouxe para a Inglaterra em 1717, e Aubry de La Mottraye (1674-1743), responsável por introduzi-la na corte sueca em 1727.
Joseph Hammer-Purgstall publicou o "Dictionnaire du language des fleurs" em 1809, considerado como a primeira lista publicada associando flores a definições simbólicas. Em seguida, em 1819, Louise Cortambert, escrevendo sob o pseudônimo de Madame Charlotte de la Tour, criou o primeiro dicionário de floriografia intitulado "Le langage des Fleurs".

Robert Tyas, um renomado escritor, editor e clérigo britânico, dedicou-se ao tema das flores e viveu de 1811 a 1879. Seu livro, intitulado "O Sentimento das Flores; ou, Language of Flora", foi publicado pela primeira vez em 1836 e reeditado por várias editoras até pelo menos 1880. O livro foi anunciado como uma versão em inglês do trabalho de Charlotte de la Tour.
Nos Estados Unidos, a primeira aparição impressa da linguagem das flores ocorreu nos escritos de Constantine Samuel Rafinesque, um naturalista franco-americano. Ele publicou artigos contínuos sob o título "The School of Flora", entre 1827 e 1828, no Saturday Evening Post semanal e no caixão mensal; ou Flores da Literatura, Inteligência e Sentimento. Esses artigos incluíam os nomes botânicos, em inglês e francês, das plantas, além de uma descrição detalhada de cada uma, uma explicação de seus nomes latinos e o significado simbólico da flor. Apesar de Constantine Samuel Rafinesque ter sido pioneiro ao escrever sobre a linguagem das flores nos Estados Unidos, os primeiros livros exclusivamente dedicados à floriografia foram "Flora's Dictionary" de Elizabeth Wirt e "The Garland of Flora" de Dorothea Dix. Ambos foram publicados em 1829, embora o livro de Wirt tenha sido lançado anteriormente em uma edição não autorizada, no ano de 1828.
No auge nos Estados Unidos, a floriografia capturou o interesse de escritores e editores populares. Sarah Josepha Hale, uma editora de renome que trabalhou por muito tempo na Ladies' Magazine e também como co-editora do Godey's Lady's Book, editou o livro "Flora's Interpreter" em 1832. Esse livro continuou sendo impresso até a década de 1860 Catharine H. Waterman Esling compôs um extenso poema intitulado "A linguagem das flores", que foi publicado pela primeira vez em 1839 em seu próprio livro dedicado ao tema, intitulado "Flora's Lexicon". Esse livro continuou sendo impresso até a década de 1860.. Lucy Hooper, uma editora, romancista, poetisa e dramaturga, incorporou diversos de seus poemas sobre flores no livro intitulado "The Lady's Book of Flowers and Poetry", publicado pela primeira vez em 1841. Frances Sargent Osgood, uma poeta e amiga de Edgar Allan Poe, lançou pela primeira vez "The Poetry of Flowers" e "Flowers of Poetry" em 1841. Esses livros continuaram sendo impressos até a década de 1860.

## Significados
Na cultura ocidental, o significado atribuído a flores específicas era diversificado - praticamente todas as flores possuíam múltiplas associações, listadas em centenas de dicionários florais. No entanto, emergiu um consenso sobre o significado de flores comuns. Frequentemente, as definições estão relacionadas à aparência ou ao comportamento próprio da planta em questão. Um exemplo disso é a mimosa, também conhecida como planta sensível, que representa a castidade. Da mesma forma, a rosa vermelha escura, juntamente com seus espinhos, foi utilizada para simbolizar tanto o sangue de Cristo quanto a intensidade do amor romântico. Além disso, as cinco pétalas da rosa ilustram as cinco feridas da crucificação de Cristo. As rosas cor-de-rosa indicam um afeto mais suave, enquanto as rosas brancas sugerem virtude e castidade. Por sua vez, as rosas amarelas representam amizade ou devoção. A rosa negra, que pode ser um tom muito escuro de vermelho, roxo ou marrom, ou até mesmo tingida, pode ser associada à morte e à escuridão devido às conotações tradicionais (ocidentais) da sombra.
"Uma mulher também tinha que ser muito cuidadosa sobre onde ela utilizava flores." Suponhamos, por exemplo, que um pretendente tenha enviado a ela um tussie-mussie (também conhecido como ramalhete). Caso ela o prendesse no "decote", isso seria uma má notícia para ele, pois significaria apenas amizade. Ah, mas se ela o colocasse em seu coração, essa seria uma declaração inequívoca de amor.
Autores posteriores, inspirados por essa tradição, criaram listas que associam uma flor de aniversário a cada dia do ano. 

## Na arte
Diversas igrejas anglicanas na Inglaterra possuem pinturas, esculturas ou vitrais que retratam o crucifixo de lírio, simbolizando Cristo crucificado ou segurando um lírio. Um caso ilustrativo ocorre em uma das janelas da Capela Clopton Chantry, situada em Long Melford, Suffolk, Inglaterra, Reino Unido. Nessa janela, encontra-se a representação do crucifixo de lírio.

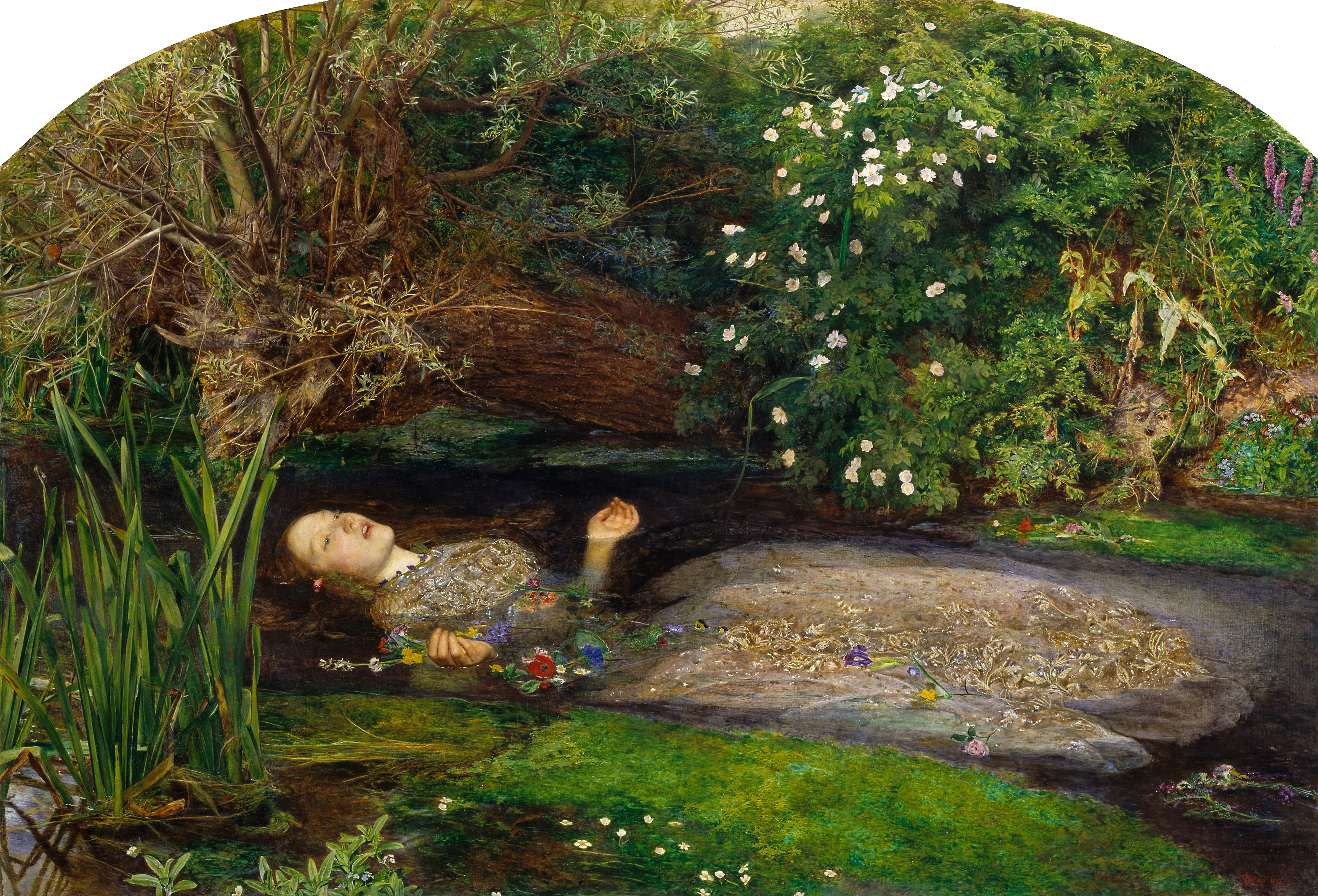
Ofélia, 1852, John Everett Millais. A obra de arte teve impacto na representação presente na adaptação de Hamlet por Kenneth Branagh.

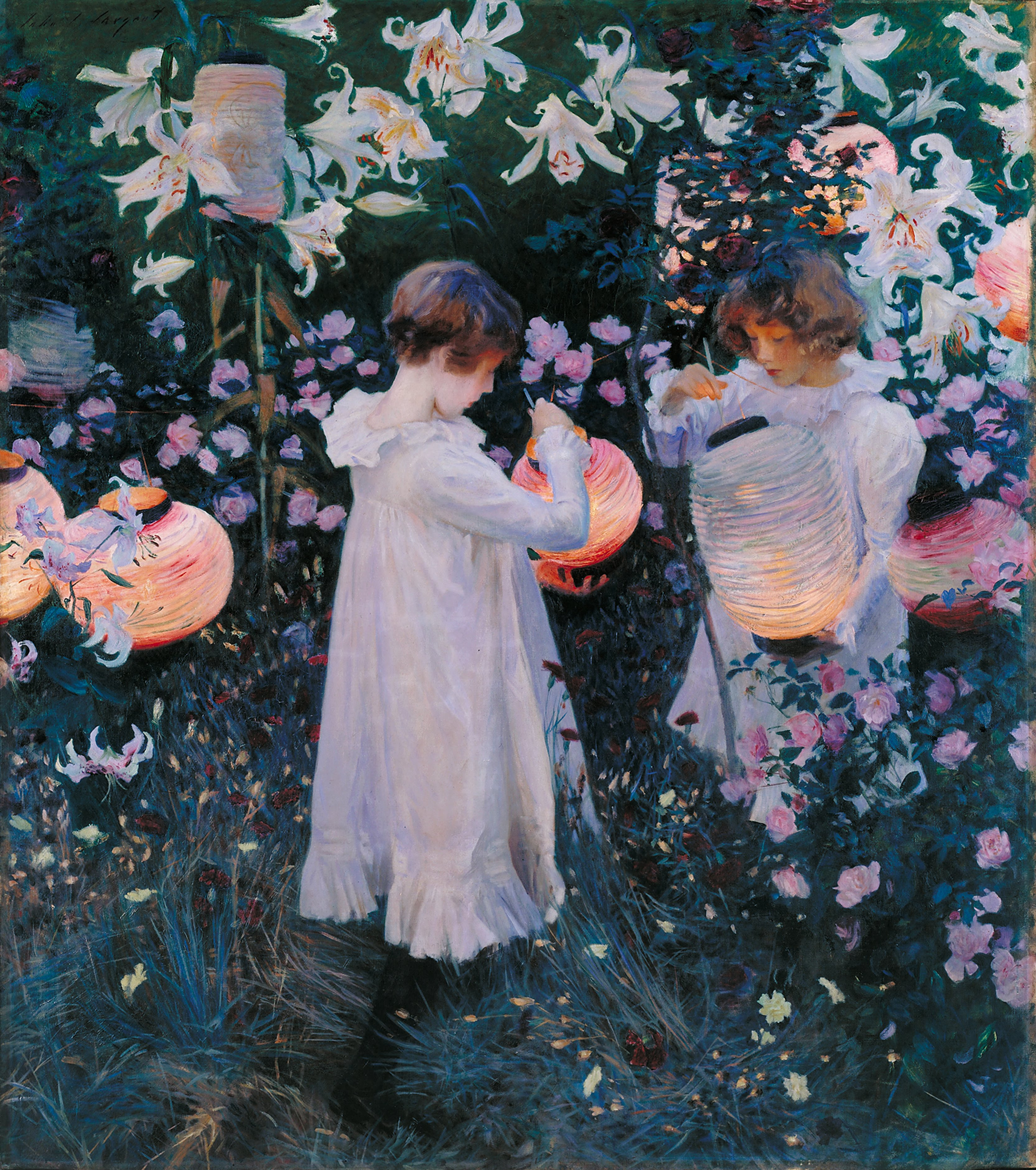
Carnation, Lily, Lily, Rose (1885–86), Tate Britain, Londres

Os pré-rafaelitas vitorianos, uma coletividade de artistas e poetas do século XIX que buscava revitalizar a arte mais autêntica do final do período medieval, expressaram romanticamente conceitos clássicos de beleza. Esses criadores são renomados por retratar mulheres de forma idealista, ressaltando a natureza e a moralidade, além de incorporar literatura e mitologia em suas obras. Flores, carregadas de simbolismo, desempenham um papel de destaque em grande parte de sua produção artística. John Everett Millais, o fundador da irmandade pré-rafaelita, empregou óleos em suas criações, resultando em peças ricas em elementos naturalistas e floriografia. Em sua obra "Ofélia" (1852), Millais retrata a figura de Ofélia, a personagem de Shakespeare que se afoga enquanto descreve as flores mencionadas no Ato IV, Cena V de Hamlet, flutuando entre essas mesmas flores.O artista da Era Eduardiana, John Singer Sargent, dedicou muito tempo à pintura ao ar livre no interior da Inglaterra, frequentemente incorporando simbolismo floral em suas obras. O primeiro grande sucesso de Sargent ocorreu em 1887, com "Carnation, Lily, Lily, Rose", uma obra impressionante pintada no local ao ar livre, retratando duas meninas acendendo lanternas em um jardim inglês.
A artista contemporânea Whitney Lynn desenvolveu um projeto exclusivo para o Aeroporto Internacional de San Diego, utilizando a floriografia para explorar a capacidade das flores de transmitir mensagens que, de outra forma, poderiam ser restritas ou difíceis de expressar em palavras.  Anteriormente, Lynn criou uma obra intitulada "Memorial Bouquet" para a San Francisco Arts Commission Gallery, empregando o simbolismo floral em sua expressão artística. Inspirada nas pinturas holandesas de natureza morta da Era de Ouro, a disposição das flores representa países que foram cenários de conflitos e operações militares envolvendo os Estados Unidos.

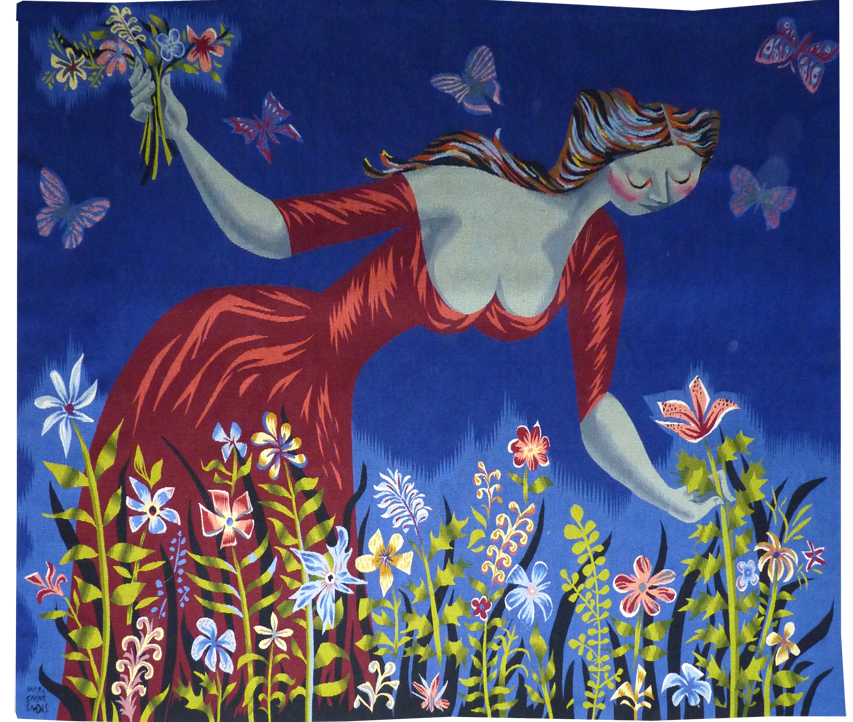
"Le Bouquet", de Marc Saint-Saëns, criada em 1951, é considerada uma das melhores e mais representativas tapeçarias francesas da década de cinquenta. É uma homenagem à predileção de Saint-Saëns por cenas da natureza e da vida rústica.

## Na literatura
A linguagem das flores também encontrou lugar em obras de renomados escritores e escritoras como William Shakespeare, Jane Austen, Charlotte e Emily Brontë, além da romancista infantil Frances Hodgson Burnett, entre outros. Eles incorporaram essa linguagem simbólica de flores em seus escritos, enriquecendo suas histórias com significados ocultos e expressões sentimentais através das delicadas mensagens florais..
Ao longo de suas peças e sonetos, Shakespeare utilizou a palavra "flor" em mais de 100 ocasiões, evidenciando sua apreciação e interesse nas ricas simbologias e beleza das flores. Em Hamlet, Ophelia compartilha os significados simbólicos de flores e ervas ao entregá-las a outros personagens na Ato 4, Cena 5: amores-perfeitos, alecrim, erva-doce, lírios, arruda e margarida são mencionados nesse momento da peça. Em sua lamentação, ela expressa pesar por não possuir violetas, revelando que todas elas murcharam quando seu pai faleceu.  No Conto do Inverno, a princesa Perdita anseia por ter violetas, narcisos e prímulas para confeccionar guirlandas para seus amigos. Em Sonho de uma noite de verão, Oberon fala com seu mensageiro Puck em meio a uma cena de flores silvestres. 
No romance "Harry Potter e a Pedra Filosofal", escrito por JK Rowling em 1997, o professor Severus Snape utiliza a linguagem das flores para expressar arrependimento e luto pela morte de Lily Potter, sua amiga de infância e mãe de Harry Potter, conforme relatado em Pottermore.
A simbologia das flores frequentemente está ligada à feminilidade, simbolizando a delicadeza e beleza associadas às mulheres. O conto de John Steinbeck " The Chrysanthemums " gira em torno das florzinhas amarelas, que são frequentemente associadas ao otimismo e ao amor perdido. Quando a protagonista, Elisa, encontra seus amados crisântemos jogados no chão, seu hobby e feminilidade foram arruinados; isso basta aos temas de apreciação perdida e feminilidade na obra de Steinbeck. 

## Leitura complementar
- History of the Language of Flowers, um capítulo extraído do livro "Flowers, the Angels' Alphabet" publicado em 2001 por Susan Loy.
- The Victorian Language of Flowers - Occasional Papers volume 10, of the RHS Lindley Library, volume 10, abril de 2013. O livro proporciona uma visão geral abrangente do tópico, incluindo uma comparação dos significados das flores a partir de uma seleção de livros sobre linguagem de flores encontrados nas Bibliotecas RHS Lindley.
- São apresentadas digitalizações de livros do século XIX sobre a linguagem das flores.
  - Charlotte de La Tour, autora de "Le langage des fleurs" (7ª edição, Paris: Garnier Frères, 1858), está disponível nos livros do Google. Le langage des fleurs  Nos livros do Google .
  - Kate Greenaway, é uma ilustração, Linguagem das Flores Via do Arquivo da Internet .
  - Nehemiah Cleaveland, The Flowers Personified, Nova York: R Martin, 1849. Através do Arquivo da Internet